# Le Triomphe d'amour
Le Triomphe d'amour (Il trionfo d'amore) est une pièce de théâtre en deux actes écrite par Giuseppe Giacosa et créée le 30 avril 1875 à Turin par la compagnie Bellotti-Bon (it).
Légende dramatique, l'histoire se déroule au XIVe siècle, mêlant action chevaleresque et amoureuse. Elle est empruntée à la littérature galante de Pétrarque et aux poètes de l'époque contée. Elle obtient le succès.
Elle est traduite en français par Félix Milliet, qui la fait publier au Mans en 1882 par E. Lebrault,, puis par Hector Lacoche en 1912 à Rennes, publié par F. Simon,.

## Réception
La Jeune France écrit que « Félix Milliet a traduit fidèlement les vers italiens qui, sous leur nouveau costume à la française, plaisent et se font lire. Cet archaïsme même du sujet et, pour ainsi dire, des personnages et de l'action, n'est pas sans attrait ni sans charme. On croit feuilleter un manuscrit aux fines et élégantes figures gothiques. »